# هوایوانکو، هنان
هوایوانکو، هنان (به لاتین: Huayuankou) یک شهرک در جمهوری خلق چین است که در بخش هویجی واقع شده‌است. هوایوانکو ۳۹ کیلومتر مربع مساحت و ۱۵٬۰۰۰ نفر جمعیت دارد.